# Croix de La Vieille Rue
La croix de La Vieille Rue est une croix monumentale située sur le territoire de la commune de Saisy dans le département français de Saône-et-Loire et la région Bourgogne-Franche-Comté.

## Historique
Elle fait l'objet d'un classement au titre des monuments historiques depuis le 8 juillet 2009.